# Taki Inoue
Pour les articles homonymes, voir Taki et Inoue.
 (juillet 2025).
Si vous disposez d'ouvrages ou d'articles de référence ou si vous connaissez des sites web de qualité traitant du thème abordé ici, merci de compléter l'article en donnant les références utiles à sa vérifiabilité et en les liant à la section « Notes et références ».
Takachiho Inoue (井上 隆智穂, Inoue Takachiho, surnommé Taki Inoue) né le  5 septembre 1963 à Kōbe (Japon), est un ancien pilote automobile japonais. Il a notamment disputé 18 Grands Prix de Formule 1 entre 1994 et 1995. Il totalise treize abandons, son meilleur résultat est une 8e place au Grand Prix d'Italie à Monza et sa meilleure qualification est une 18e place sur la grille de départ décrochée à cinq reprises.

## Biographie

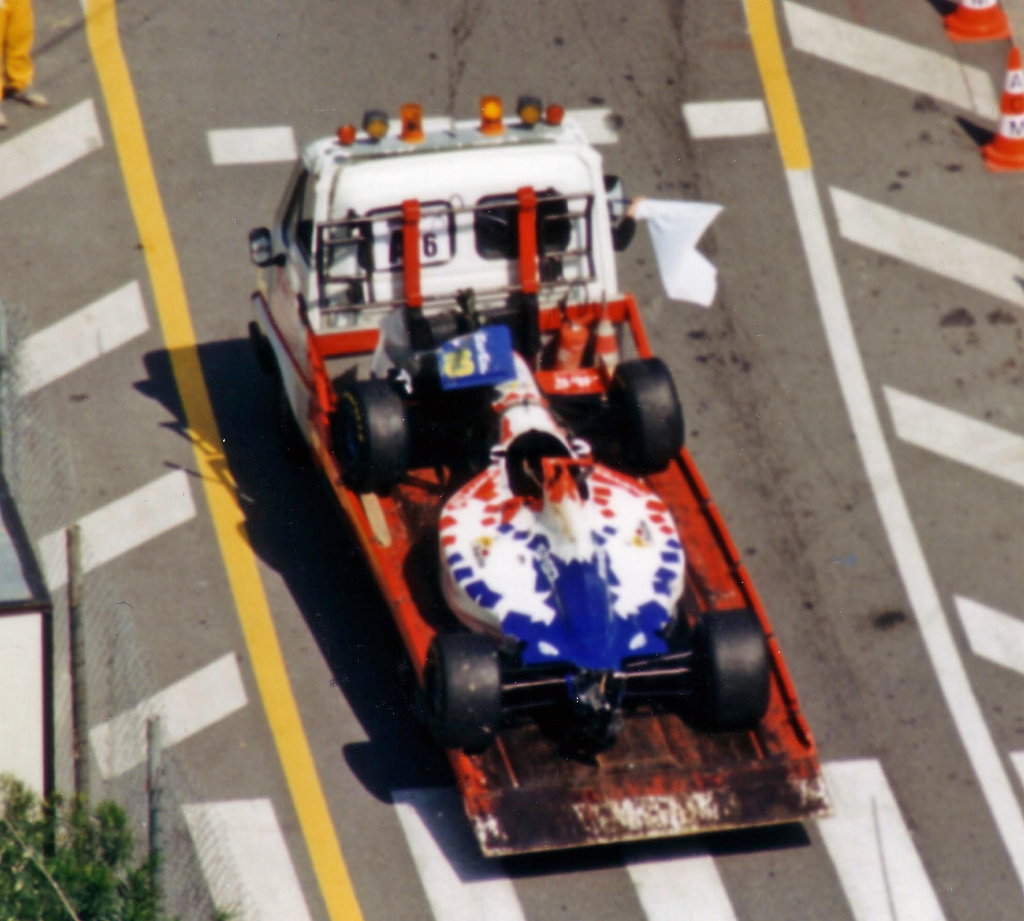
Taki Inoue au Grand Prix de Monaco 1995.

Présent de 1988 à 1993 dans le championnat du Japon de Formule 3, puis auteur d'un passage peu remarqué en Formule 3000 en 1994, Inoue accède à la Formule 1 fin 1994. Après avoir participé à son premier Grand Prix au Japon sur une Simtek, Inoue est titularisé par l'écurie Arrows pour l'ensemble de la saison 1995. Auteur de performances assez médiocres et ne devant sa présence au plus haut niveau qu'à de généreux sponsors (la famille Inoue contrôle le grand groupe financier Nova), Inoue quitte la F1 à l'issue de la saison 1995, à la suite du désistement d'un de ses sponsors, qui l'empêche de rejoindre Minardi ; la place étant finalement attribuée à Giancarlo Fisichella. Il prend sa retraite sportive fin 1999.
Inoue est considéré comme l'un des plus faibles pilotes de l'histoire de la Formule 1. Les autres pilotes de F1 remarquent vite qu'Inoue n'a pas le niveau requis, jugent sa lenteur dangereuse et ont tôt fait de l'appeler « la chicane mobile du soleil levant ». Il est tout de même parvenu à laisser sa trace dans la discipline en étant impliqué de manière plus ou moins involontaire dans plusieurs accidents notables :
- Au Grand Prix de Monaco, après être tombé en panne à l'issue de la séance de qualification, il est remorqué jusqu'à son stand par une dépanneuse lorsqu'il est heurté par la voiture de sécurité (une Clio) pilotée à haute vitesse par le rallyman Jean Ragnotti. L'Arrows-Footwork partira en tonneau, mais sans blesser son infortuné pilote.
- Au Grand Prix de Hongrie, toujours après une panne, il sort cette fois de sa monoplace, pour aider les commissaires à éteindre un début d'incendie. Un véhicule d'intervention arrive sur les lieux, mais son conducteur rate son freinage sur l'herbe grasse, et renverse le pilote japonais, qui effectue un spectaculaire vol plané par-dessus le capot. Il ne souffrira que de légères blessures à la jambe.
- Au Grand Prix d'Italie, Damon Hill rate un freinage et percute son grand rival Michael Schumacher juste après avoir pris un tour à Inoue. Hill prétendra pour sa défense avoir été gêné par le pilote japonais.

Dans un milieu où les pilotes n'ont pas l'habitude d'afficher leurs opinions politiques, Inoue s'était également fait remarquer en annonçant son boycott des médias français en signe de protestation contre la reprise des essais nucléaires.

## Résultats en championnat du monde de Formule 1
| Saison | Écurie          | Châssis | Moteur      | Pneus    | GP disputés | Points inscrits | Classement |
| ------ | --------------- | ------- | ----------- | -------- | ----------- | --------------- | ---------- |
| 1994   | MTV Simtek Ford | S941    | Cosworth V8 | Goodyear | 1           | 0               | n.c.       |
| 1995   | Footwork Hart   | FA16    | Hart V8     | Goodyear | 17          | 0               | n.c.       |

| Année | Écurie          | Châssis       | Moteur  | 1       | 2       | 3       | 4       | 5       | 6     | 7       | 8       | 9       | 10      | 11     | 12    | 13     | 14      | 15      | 16     | 17      | Classement | Points |
| ----- | --------------- | ------------- | ------- | ------- | ------- | ------- | ------- | ------- | ----- | ------- | ------- | ------- | ------- | ------ | ----- | ------ | ------- | ------- | ------ | ------- | ---------- | ------ |
| 1994  | MTV Simtek Ford | Simtek S941   | Ford V8 | BRA     | PAC     | SMR     | MON     | ESP     | CAN   | FRA     | GBR     | GER     | HUN     | BEL    | ITA   | POR    | EUR     | JPN Abd | AUS    |         | NC         | 0      |
| 1995  | Footwork Hart   | Footwork FA16 | Hart V8 | BRA Abd | ARG Abd | SMR Abd | ESP Abd | MON Abd | CAN 9 | FRA Abd | GBR Abd | GER Abd | HUN Abd | BEL 12 | ITA 8 | POR 15 | EUR Abd | PAC Abd | JPN 12 | AUS Abd | NC         | 0      |

## Résultats en Formule 3000
| Année | Écurie            | 1      | 2       | 3      | 4      | 5      | 6      | 7     | 8       | Classement | Points |
| ----- | ----------------- | ------ | ------- | ------ | ------ | ------ | ------ | ----- | ------- | ---------- | ------ |
| 1994  | Super Nova Racing | SIL 15 | PAU Abd | CAT 13 | PER 13 | HOC 12 | SPA 14 | EST 9 | MAG Abd | NC         | 0      |